# De syv søstre (Moskva)
|  | For andre betydninger, se De syv søstre |
De Syv Søstre (russisk: Ста́линские высо́тки, Stalins skyskrabere) er syv højhuse bygget i Moskva mellem 1947 og 1957. Højhusene var bygget i stalinistisk byggestil, en blanding af russisk barok og gotisk byggestil. Da de blev opført, var de de højeste bygninger i Europa og hovedbygningen ved Moskvas statsuniversitet var indtil 1997 den højeste bygning i Europa.

## Baggrund
Allerede i 1922 på kommunistpartiets første kongres i Sovjetunionen opstod ideen om at bygge et Sovjetpalads i Moskva. Et projekt om opførelse af et “Arbejdets Palads” blev ikke realiseret, men i 1931 blev udskrevet en sovjetisk arkitektkonkurrence om opførelse af Sovjeternes palads. Det blev indleveret 160 forslag, men ingen opfyldte samtlige krav, og projekteringsarbejdet blev derfor fortsat. Sovjeternes palads skulle ligge, hvor Frelseren Kristus-Katedralen lå, hvorfor sovjetstaten i 1931 sprængte katedralen i luften. I 1933 var et endeligt projekt klar, tegnet af Boris Iofan i samarbejde med Vladimir Gelfreich og Vladimir Sjtjuko. Sovjeternes palads skulle være Verdens højeste bygning, 420 meter høj med 100 etager og kronet med en gigantisk skulptur af Lenin. Det blev besluttet at bygge paladset på stedet for Kristi Frelsers tidligere katedral. Byggeriet begyndte i 1939. Ved Nazi-Tysklands invasion af Sovjetunionen i 1941 blev byggeriet indstillet og stålet til konstruktionen i stedet brugt til opførelsen af forsvarsværker omkring Moskva. Efter krigen var der ikke grundlag for gennemføre det gigantiske byggeprojekt. Moskvas metrostation "Sovjeternes Palads" blev omdøbt til "Kropotkinskaja", og der blev i stedet bygget et udendørs svømmebassin "Moskva" i udgravningerne til fundamentet.

## Planlægning af højhusene
Efter 2. verdenskrigs afslutning blev planerne om opførelse af højhuse i Moskva genoptaget af den sovjetiske regering. I 1946 udtrykte Stalin ønske om bygning af vysotki; en serie af højhuse, der skulle understrege Moskvas position som centrum for det sovjetiske imperium. Nikita Khrusjtjov skrev i sine erindringer, at Stalin udtrykte det således: "Vi vandt krigen … udlændinge vil komme til Moskva, og der er ingen skyskrabere. Sammenlignes Moskva med kapitalismens byer, er det et moralsk nederlag for os".
Efter indstilling fra Stalin vedtog USSR's ministerråd den 13. januar 1947 en resolution "Om opførelse af etagebygninger i Moskva", hvorved ministerrådet besluttede at iværksætte byggeri af otte højhuse på forskellige beliggenheder i Moskva. Højhusene skulle være moderne, tegnes af landets bedste arkitekter og skulle være baseret på Moskvas historiske arkitektur og måtte ikke være baseret på udenlandske konstruktioner. Det største af de otte højhuse, en 32 etager høj bygning, skulle placeres ved Lenin-bakkerne ved Moskvaflodens sving og rumme et hotel og beboelseslejligheder. 
I de følgende år blev de endelige placeringer og arkitekttegninger fastlagt. I april 1949 blev projekterne offentliggjort i forbindelse med uddelingen af Stalinprisen. Stalinprisen af første grad blev uddelt til de fire største byggerier, og Stalinprisen af anden grad blev uddelt til de fire mindste.
Sovjetstatens ledelse havde travlt med at gennemføre det ambitiøse projekt således at den højtidelige nedlæggelse af den grundstenen for hvert af de otte byggerier kunne finde sted som en del af fejringen af Moskvas 800-års jubilæum. Byggerierne blev således indledt ved en højtidlig ceremoni den 7. september 1947 kl. 13:00 på alle otte byggepladser.
Sovjetunionen havde ikke erfaring med bygning af højhuse, og bygningerne blev opført i med kraftige, stive og tunge konstruktioner. Højden af bygningerne var således ikke politisk begrænset, men begrænset af teknologisk evne. Strukturerne var langt tungere end de amerikanske højhuse, og indebar også, at konstruktionerne blev brede "forneden" for at kunne absorbere konstruktionens vægt.
Byggeriet lagde beslag på betydelige ressourcer i Sovjetunionens økonomi, der i forvejen led under eftervirkningerne af 2. verdenskrig. I 1947, 1948 og 1949 blev i Moskva bygget henholdsvis 100.000, 270.000 og 405.000 m² til beboelsesformål. Højhusprojektet byggede mere end 500.000 m² til en langt højere pris. Projektet indebar således, at almindeligt nybyggeri i Moskva blev nedprioriteret. Projektet sikrede dog, at det blev opført fabrikker til produktion af byggematerialer m.v., hvilket muliggjorde Khrusjtjovs storstilede program til boligbyggeri få år efter.

## De enkelte højhuse
Bygningerne er beskrevet med deres nuværende navn i samme rækkefølge, som de var optaget ved tildelingen af Stalinprisen i april 1949. Bemærk, at forskellige kilder angiver forskelligt antal af etager og højde, afhængig af, hvorvidt der medtages etager for tekniske indretninger og ubeboede etager i toppen.
| Navn                                         | Arkitekter                                  | Bygning   | Bygning     | Endelig højde (m) | Etager | Anvendelse                 |
| Navn                                         | Arkitekter                                  | Påbegyndt | Færdiggjort | Endelig højde (m) | Etager | Anvendelse                 |
| -------------------------------------------- | ------------------------------------------- | --------- | ----------- | ----------------- | ------ | -------------------------- |
| Hovedbygningen ved Moskva statsuniversitet   | Lev Rudnev                                  | 1949      | 1953        | 240               | 36     | Universitet                |
| Hotel Ukraina                                | Arkadij Mordvinov, Vjatjeslav Oltarsjevskij | 1947      | 1957        | 206               | 34     | Hotel, beboelse            |
| Hovedbygning for udenrigsministeriet         | Vladimir Gelfreykh, Adolf Minkus            | 1948      | 1953        | 172               | 27     | Regeringsbygning           |
| Leningradskaja Hotel                         | Leonid Poljakov (ru)                        | 1949      | 1954        | 136               | 26     | Hotel                      |
| Beboelsesbygning på Kotelnitjeskajadæmningen | Dmitrij Tjetjulin, Andrej Rostkovskij (ru)  | 1947      | 1952        | 176               | 25     | Beboelse, erhverv          |
| Kudrinskaja Plads bygningen                  | Mikhail Posokhin, Ashot Mndoyants           | 1950      | 1954        | 176               | 22     | Beboelse                   |
| Røde Port bygningen                          | Aleksej Dusjkin                             | 1947      | 1953        | 138               | 24     | Beboelse, regeringsbygning |

### Moskva statsuniversitet
Boris Iofan placerede oprindeligt at placeret bygningen ved kanten af Lenin-bakkerne ved Moskvafloden. Placeringen af en så tung bygning på et sådant sted indebar en stor fare for jordskred, men på trods heraf fastholdt Iofan sin beslutning. Han blev hurtigt erstattet af arkitekten Lev Rudnev, en 53-årig arkitekt, der havde Stalins gunst. Rudnev havde tidligere tegnet en række markante bygninger i Moskva, hvilket havde givet en stor prestige i partiet. Rudnev placerede bygningen 800 meter fra skrænten.
Bygningen blev opført ved anvendelse af et stort antal tvangsarbejdere, der var indsatte i det sovjetiske fangelejrsystem Gulag. Nogle af fangerne blev under byggeriet indlogeret i bygningen for at reducere transporttid og-omkostninger og antal nødvendige vagter.
Der blev benyttet 40.000 tons stål til bygningen, der blev indviet den 1. september 1953. Med sine 240 meter og 36 etager var det den højeste bygning i Europa helt frem til 1990. Det er stadig den højeste bygning i verden tilhørende en uddannelsesinstitution.
Bygningen er centrum for et stort bygningskompleks ved Moskva statsuniversitet, der oprindeligt bestod af 27 bygninger. Hovedbygningen rummer Fakultetet for Mekanik og Matematik, Geologi og Geografi, administration, bibliotek, et museum og et auditorium til 1.500 mennesker. I sidefløjene er der boliger (kollegium og lejligheder til universitets medarbejdere). Som de øvrige højhuse med administration og bygninger, var det ved indvielsen tillige biograf og posthus i bygningen.
Bygningens oprindelige design havde ikke et spir, i stedet skulle et monument over Lomonosov opføres på taget.

### Hotel Ukraina
Ukraina blev tegnet af Arkadij Mordvinov med deltagelse af Vjatjeslav Oltarsjevskij, V. G. Kalisja og P. A. Krasilnikov, og opført fra 1953 til 1957. Bygningen er den næsthøjeste af de opførte højhuse. Bygningens centrale tårn har 34 etager og er 198 meter højt (206 meter ifølge andre kilder). Bygningen er syv meter højere end New Yorks Waldorf Astoria, der indtil da var verdens højeste hotel. Hotel Ukraina var det højeste hotel i verden indtil 1975, hvor det amerikanske Peachtree Plaza Hotel åbnede i Atlanta i USA. Der er 257 lejligheder i de tilhørende fløje.
Placeringen ved Moskvaflodens bred betød, at der skulle graves dybt langt under vandstandsniveau. Dette blev løst ved at udvikle et dræningssystem med pumper placeret dybt i undergrunden.
Bygningen er placeret ved begyndelsen af Kutuzovskij Prospekt; en motorvej i Moskva anlagt i efterkrigstiden.
Hotellet blev i 2005 købt af ejendomsinvestoren God Nisanov for et beløb svarende til 59 millioner pund på en auktion. Det ejes i dag af Nisanov sammen med Zarakh Iljev.
Hotellet blev renoveret fra 2007 til 2010. Det blev fra 2010 drevet af Radisson Collection Hotels Group under navnet Radisson Royal Hotel Moscow med 505 værelser og 38 lejligheder.

### Udenrigsministeriets bygning
Udenrigsministeriets bygning er en 27 etagers 172 meter høj bygning, der blev opført mellem 1948 og 1953 på adressen Smolenskaja-Sennaja Pladsen. Bygningen er tegnet af Vladimir G. Gelfreik og Adolf Minkus. Bygningen huser i dag Den Russiske Føderations udenrigsministerium.
Bygningens ydre består af en let udvendig stenmur med fremspringende pilastre og pyloner. Dens interiør er overdådigt dekoreret med sten og metaller. Ifølge Adolf Minkus' biografi fra 1982 blev udkast til planer først udarbejdet i 1946 og varierede fra 9 til 40 etager. I 1947 blev der foreslået to konstruktioner: den ene brugte lagdelte tilbageslag, mens den anden anvendte en en mere strømlinet konstruktion, der kulminerede i en stump rektangulær top. Det andet forslag blev accepteret, men efterhånden som bygningens færdiggørelse nærmede sig, blev et metalspir hastigt tilføjet til tårnets tag, hvilket gav samme silhuet som de øvrige højhuse. Den præcise årsag til tilføjelsen af et spir er ikke kendt, men det formodes at være sket efter personlig indgriben fra Stalin. Beregninger viste, at bygningen ikke kunne bære en overbygning af beton, så spiret blev bygget af stålplader, malet med okkerfarvet maling, der adskilte spiret markant fra bygningen. I dag er spiret malet med samme farve som resten af bygningen..
Udenrigsministeriets bygning er den eneste af de syv skyskrabere, hvis spir ikke er kronet med en femtakket stjerne. Den sandsynlige årsag til dette er, at bygningens spir er skrøbeligt og ikke kunne bære stjernens vægt.
Et karakteristisk træk ved bygningen er USSR's enorme våbenskjold på dens facade. Våbenskjoldet af armeret beton, er placeret i en højde af 114 m og dækker et areal på 144 m².

### Leningradskaja Hotel
Leningradskaja Hotel blev tegnet af arkitekterne Leonid Poljakov og A. B. Boretskij og er placeret på Komsomolskaja Plads ved siden af de tre jernbanestationer: Leningradskij, Jaroslavskij og Kazanskij. Bygningen er den mindste af de opførte højhuse. Bygningen omfatter 26 etager og er 136 meter høj.
Bygningen er indvendigt rigt dekoreret med gamle russiske motiver, stuk, ornamenter og lysekroner, herunder "guirlandelysekronen", der fylder 4 etager.
Bygningen var dog indrettet uhensigtsmæssigt. Efter Stalins død i 1953 udstedte Khrusjtjov i 1955 et dekret "Om eliminering af overskridelser i design og konstruktion", hvori det blev anført, at man for den samme pris kunne have bygget mindst 1.000 lejligheder i stedet for de 354 i Leningradskaja Hotel, at kun 22% af det samlede areal i hotellet blev var hotelværelser og at omkostningerne pr. seng var 50% større end i Moskva Hotel Efter denne kritik blev arkitekterne Poljakov og Boretskij frataget Stalin-prisen, og Poljakov blev fjernet fra stillingen som leder af Arkitektfakultet ved Mosproekt Instituttet. Han beholdt dog sin pris for sit arbejde på metrostationen Oktjabrskaja i Moskva.
Bygningen gennem i 2000'erne en større renovering, hvorefter det genåbnede i 2008. Hotellet drives i dag af Hiltongruppen som Hilton Moscow Leningradskaja.

### Beboelsesbygning på Kotelnitjeskajadæmningen
Bygningen placeret ved Kotelnitjeskajadæmningen er en tilbygning til en ni-etagers beboelsesejendom, der blev opført i perioden 1938-1940. Bygningen er placeret, hvor floden Jauza løber sammen med Moskvafloden. Opførelsen af højhuset blev varetaget af arkitekterne D. N. Tjetjulin og A. K. Rostkovskij, der også havde tegnet den oprindelige bygning. Bygningens front er placeret mod Moskvafloden. Bygningen er opført i neo-gotisk stil, men trak også på inspiration fra Moskvas Hotel Metropol.
Bygningen er 176 meter høj og indeholder 32 etager, hvoraf de 22 er brugbare til beboelse. Det var planen, at bygningen skulle bebos af den sovjetiske elite, men kort efter indvielsen blev ejendommens status imidlertid ændret til at huse fler-familie ("kommunalka") lejligheder. Bygningen indeholder 700 lejligheder, butikker, et posthus, en biograf og en museumslejlighed.
Den sovjetiske politbureaumedlem og tidligere leder af NKVD, Lavrentij Berija insisterede på at vælge bygningens placering og overvågede byggeriet.

### Bygningen på Kudrinskaja Plads
Bygningen på Kudrinskaja Plads (kaldet Vosstanija Plads fra 1925 til 1992) blev opført i 1948-1954 i henhold til et projekt af arkitekterne Mikhail V. Posokhin og Asjot A. Mndojants. Bygningen blev opført som beboelsesbygning med luksuslejligheder for den sovjetiske kulturelle elite.
Bygningen er 156 eller 160 meter høj (alt efter kilde) og består af en central del med 24 etager og et tårn med et spir og sidebygninger med 18 etager hver. Der er over 450 lejligheder i bygningen. Der er fælles stueetage for den centrale del og sidebygningerne. Sidebygningernes tekniske etager er efterfølgende moderniseret og omdannet til beboelse. Der er adgang til disse trapper fra indgangen og gennem åbne passager fra det centrale tårn.
Bygningen har tre store indgange, en til hver af bygningerne, og et stort antal små indgange, der adskiller sig i layout. De små indgange er udstyret med en elevator og fører til et begrænset antal etager. De store indgange betjenes af tre elevatorer hver. Der er 4 til 8 lejligheder på hver etage, lobbyerne er rigt dekorerede med spejle, luksuriøse lysekroner m.v.
Tårnets lokaler på de øverste etager bruges i dag som kontorlokaler eller udlejes til placering af kommunikationsudstyr.
I stueetagen og kælderen i bygningen var der oprindeligt butikker og en biograf. Kælderen indeholder garageanlæg. En del af kælderen blev omdannet til et kasino, der dog ophørte i 2004. I dag er der en bowlingbane på stedet. Kældrene er forbundet med et system af underjordiske strukturer, der bl.a. fungerer som beskyttelsesrum, der strækker sig langt ud over bygningens grundplan.

### Administrations- og beboelsesbygning ved Røde Port
Bygningen er tegnet af arkitekterne Aleksej Dusjkin og B.S. Mezentsevo og blev bygget fra 1947 til 1952. Bygningens centrale del er 138 meter høj og indeholder 24 etager. I sovjettiden husede bygningen det magtfulde transportministerium. Ved siderne er to afdelinger med 11 og 15 etager, der bl.a. anvendes til beboelse.
Bygningens højre fløj er forbundet med metrostationen Krasnie Vorota og indeholder en række butikker. En fælles kælder forbinder alle tre bygninger. Kælderen benyttes også til servicerum for metroens servicerum og en række underjordiske faciliteter. Der er en restaurant i bygningens gårdhave, der er knyttet til den centrale bygning; i venstre fløj af bygningen er der en børnehave.
Ved opførelsen blev bygningen med vilje bygget ude af vatter. Da den frosne jord smeltede, sank bygningen, men ikke nok til, at bygningen kom i vatter. Entreprenøren opvarmede herefter jorden yderligere ved at pumpe varmt vand ned til fundamentet. Det virkede for godt, så bygningen reagerede mere end ønsket, men dog inden for tolerancerne.

## Ikke opførte højhuse

### Administrationsbygning i Zarjadje
Kommissariatet for sværindustri havde allerede i 1934 udskrevet en konkurrence om opførelse af en ny bygning ved Den Røde Plads på det sted, hvor Statens Stormagasin, GUM var beliggende. Opførelsen af bygningen blev dog ikke til noget, og GUM står stadig på pladsen.
Tanken om opførelse af et højhus ved Den Røde Plads bestod imidlertid fortsat, og da Stalin og ministerrådet planlagde opførelse af højhuse i 1947 var planen at opføre det meste centrale af højhusene i middelalderkvarteret Zarjadja nær Den Røde Plads. Kvarteret blev derfor jævnet med jorden for at gøre plads til byggeriet. Bygningen skulle indeholde 32 etager og være 275 meter høj. Ifølge planerne skulle bygningen bruges til administrative formål.
Bygningen blev tegnet af Tjetjulin og grundstenen til bygningen blev nedlagt på dagen for Moskvas 800-års jubilæum samtidig med nedlæggelsen af grundstenene for de øvrige syv højhuse. Højhuset blev dog ikke fuldført. Stalin døde i marts 1953, hvor arbejdet med konstruktionen af stylobat var stort set afsluttet. Under stylobaten var bygget en to etagers beskyttelsesrum. Ved Stalins død blev arbejdet indstillet og allerede i 1954 afskrev Khrusjtjov byggerierne som "arkitektoniske udskejelser" og projektet stoppet.
Bygningens fundament blev benyttet til opførelse af Rossiya Hotel (også tegnet af Tjetjulin i 1967), der senere i 2006–2007 blev revet ned.

### Andre
Det var oprindeligt tanken, at der efter opførelsen af de otte højhuse i Moskva skulle opføres tilsvarende højhuse i hovedstæderne i Sovjetunionens øvrige republikker og i de større byer i USSR. Der blev tegnet højhuse til bygninger ved Kharkov Universitet, administrationsbygninger i Kazan, Stalingrad, Tjeljabinsk, Sverdlovsk, Novosibirsk, Barnaul, Kamensk-Uralskij og flere andre steder.
Stalins død satte dog en stopper for tankerne, og med Khrusjtjovs dekret fra 1954 koncentrerede ledelsen i USSR sig i stedet om andre former for byggeri. Nogle af projekterne blev gennemført, bl.a. i Riga, men mindre overdådigt end oprindeligt planlagt.

## Inspiration fra Stalins højhuse i andre byer
Flere byer i USSR og de tidligere østbloklande har højhuse, der er inspirereet af højhusene i Moskva, men de er mindre og nedskalerede i forhold til De Syv Søstre.
Eksempler på sådanne højhuse er Letlands Videnskabsakademi (Riga), Kultur- og Videnskabspaladset (Warszawa), den akademiske hovedbygning i SUSU (Tjeljabinsk), Hotel "Ukraine" og en boligbygning i (Kijev) , hotel "International" (Prag) og Den fri presses hus (Bukarest).
Kultur- og Videnskabspaladset i Warszawa er den højeste bygning i Polen og den højeste stalinistiske skyskraber uden for USSR og Rusland. Højhuset blev bygget som en gave fra Sovjetunionen til det polske folk. Ejendommen kaldes også "Stalins souvenir".
I Kharkov blev flere stalinistiske skyskrabere med spir designet og bygget i byens centrum. Den højeste sådanne bygning var det nye Kharkiv Universitet.
- Kultur- og Videnskabspaladset, Warszawa
- Hotel International, Prag
- Hotel "Ukraine", Kijev
- Boligbygning i Voronezj
- Universitetsbygning, Tjelyabinsk
- Administrationsbygning, Voronezj
- "Generalens Hus", Skt. Petersborg
- "Hus med en Spir", Kharkiv

## Nyere bygninger
Det højprofilerede Triumfpaladset er et højhus opført i det nordøstlige Moskva, der stod færdigt i 2003, og som imiterer stilen fra De Syv Søstre. Bygningen er med sine 264,1 meter højere end Moskvas Universitetsbygning og var på et tidspunkt Europas højeste bygning.